# Жефф Сайбене
Жефф Сайбене (люксемб. Jeff Saibene, нар. 13 вересня 1968, Люксембург) — люксембурзький футболіст, що грав на позиції півзахисника, зокрема за національну збірну Люксембургу. По завершенні ігрової кар'єри — тренер. З 2021 року очолює тренерський штаб команди «Расінг» (Люксембург).

## Клубна кар'єра
У дорослому футболі дебютував 1985 року виступами за команду «Уніон» (Люксембург), в якій провів один сезон. 
1986 року юного люксембуржця запросив до свої лав бельгійський «Стандард» (Льєж). Відіграв за команду з Льєжа три сезони, проводячи у кожному з них по декілька матчів.
Не пробившись до основного склад «Стандарда», 1989 року залишив команду на правах вільного агента і перебрався до Швейцарії, де уклав контракт з «Аарау». У цій команді відразу став гравцем основного складу, утім згодом дедалі більше програвав конкуренцію за місце у складі, зокрема в чемпіонському для «Аарау» сезоні 1992/93 виходив на поле лише у семи іграх першості і по його ходу команду залишив.
Згодом продовжував грати у Швейцарії за друголіговий «Олд Бойз» та третьоліговий «Монте», а 1995 року на три сезони повернувся до вищолігового «Аарау».
Протягом 1998–1999 років грав за ще одного представника другого швейцарського дивізіону, «Локарно», після чого повернувся на батьківщину, де завершував кар'єру в складі команди «Свіфт», за яку виступав до 2002 року.

## Виступи за збірну
1986 року дебютував в офіційних матчах у складі національної збірної Люксембургу.
Загалом протягом кар'єри у національній команді, яка тривала 16 років, провів у її формі 64 матчі.

## Кар'єра тренера
Ще продовжуючи грати на футбольному полі, залучався до тренерського штабу збірної Люксембургу, очолюваного данцем Алланом Сімонсеном.
Згодом зосередився на тренерській роботі, у 2007–2008 роках тренував швейцарський «Тун», після чого став асистентом Ришарда Коморницького у тренерському штабі «Аарау». 2009 року став головним тренером команди цього клубу.
У 2010–2011 роках був головним тренером молодіжної збірної Люксембургу, після чого повернувся до Швейцарії, де до 2017 року тренував «Аарау» і «Санкт-Галлен».
Пізніше у 2017–2021 роках працював у Німеччині з командами «Армінія» (Білефельд), «Інгольштадт 04» і «Кайзерслаутерн».
У червні 2021 року очолив тренерський штаб «Расінга» (Люксембург).

## Титули і досягнення
Гравець
- Володар Кубок Люксембургу (1):

«Уніон»: 1985-86
- Чемпіон Швейцарії (1):

«Аарау»: 1992-93
Тренер
- Володар Кубок Люксембургу (1):

«Расінг»: 2021-22